# Symphony (Album)
Symphony ist das dritte Livealbum der deutschen Rockgruppe Karat aus dem Jahr 2013. Es entstand in Zusammenarbeit mit dem Philharmonischen Orchester Kiel.

## Inhalt
Dem für die CD aufgezeichneten Crossover-Konzert vom 7. Oktober 2012 im Kieler Schloss ging bereits ein gemeinsamer Auftritt von Karat und den Kieler Philharmonikern zur Kieler Woche 2010 voraus, das 2012 schließlich in dem Projekt Karat's Symphony mündete.
Verglichen mit dem zweiten offiziellen Live-Album der Band aus dem Jahr 2001, das ebenfalls als Crossover-Projekt mit dem Filmorchester Babelsberg angelegt war, tritt das Orchester hier sehr viel zentraler und präsenter in Erscheinung. Teilweise ordnet sich die Band sogar dem orchestralen Element, das die dargebotenen Titel in vielen Details ihrer Arrangements erweitert, unter (z. B. bei Gefährten des Sturmwinds). 
Die Setlist umfasst in erster Linie die großen Erfolge von Karat (etwa Über sieben Brücken, Der blaue Planet oder Jede Stunde) und nur zwei neuere Titel (Verloren und Weitergeh'n). Neben dem Vorprogramm, das das Philharmonische Orchester Kiel gemeinsam mit den Gastmusikern Marc Breitfelder (Mundharmonika; auf dem Album bei Jede Stunde, Blumen aus Eis) und Carla Nelson (Backing Vocals; auf dem Album bei Weitergeh'n, Blumen aus Eis und Abendstimmung) gestaltete und unter anderem aus Jazz-Klassikern  und Traditionals bestand, sind auch der live vorgetragene Karat-Titel Gewitterregen und die Reprise des Titels Über sieben Brücken auf dem Album nicht enthalten.
Die Orchester-Arrangements verfassten Bernd Wilden, Johannes Repka und Andreas Reukauf.

## Besetzung
- Claudius Dreilich (Gesang)
- Martin Becker (Keyboards)
- Bernd Römer (Gitarre)
- Michael Schwandt (Schlagzeug, Perkussion)
- Christian Liebig (Bassgitarre)

## Titelliste
1. Gefährten des Sturmwinds (Swillms/Kaiser, Dreilich) (4:23)
2. Jede Stunde (Swillms/Kaiser, Dreilich) (6:55)
3. Schwanenkönig (Swillms/Kaiser) (6:07)
4. Verloren (C. Dreilich/Liebig) (3:41)
5. Weitergehn (Becker/Becker, Peltner) (3:57)
6. Albatros (Swillms/Kaiser) (8:36)
7. Musik zu einem nichtexistierenden Film (Swillms) (3:17)
8. König der Welt (Swillms/Demmler) (6:10)
9. Der blaue Planet (Swillms/Kaiser) (6:12)
10. Orchester Introduktion (Motiv von Über sieben Brücken, arrangiert von B. Wilden) (1:28)
11. Über sieben Brücken mußt du gehn (Swillms/Richter) (4:03)
12. Blumen aus Eis (Swillms/Kaiser) (2:44)
13. Abendstimmung (Swillms/Lasch) (4:08)
14. Magisches Licht (Swillms/Kaiser) (6:45)